# Heterodera aucklandica
Heterodera aucklandica é um nematódeo patógeno de plantas.